# Ліва вінцева артерія
Ліва вінцева артерія чи ліва коронарна артерія (лат. arteria coronaria sinistra), скорочено ЛВА, ЛКА — одна з двох вінцевих артерій, що кровопостачають серце.

## Анатомія
Ліва вінцева артерія бере початок у задньовнутрішньому синусі цибулини аорти, проходить між лівим передсердям та лівим шлуночком і приблизно через 10—20 мм ділиться на передню міжшлуночкову гілку (ramus interventricularis anterior) та огинаючу гілку (ramus circumﬂexus).

## Гілки
Відповідно до Міжнародної анатомічної номенклатури, прийнятої на Конгресі анатомів у Римі у 2000 р., розрізняють такі гілки лівої вінцевої артерії:
- Передня міжшлуночкова гілка (r. interventricularis anterior)
- Діагональна гілка (r. diagonalis)
- Гілка артеріального конуса (r. coni arteriosi)
- Латеральна гілка (r. lateralis)
- Перегородкові міжшлуночкові гілки (rr. interventricularis septales)
- Огинаюча гілка (r. circumﬂexus)
- Анастомотична передсердна гілка (r. atrialis anastomicus)
- Передсердно-шлуночкові гілки (rr. atrioventricularis)
- Ліва крайова гілка (r. marginalis sinister)
- Проміжна передсердна гілка (r. atrialis intermedius).
- Задня гілка лівого шлуночка (r. posterior ventriculi sinistri)
- Гілка синусно-передсердного вузла (r. nodi sinoatrialis)
- Гілка передсердно-шлуночкового вузла (r. nodi atrioventricularis)

Передня міжшлуночкова гілка — пряме продовженням ЛВА — проходить у відповідній борозні серця. Від передньої міжшлуночкової гілки ЛВА відходять діагональні гілки (від 1 до 4), які беруть участь у кровопостачанні бічної стінки ЛШ і можуть анастомозувати з огинаючою ЛШ гілкою. ЛВА віддає від 6 до 10 перегородкових гілок, які кровопостачають передні 2/3 міжшлуночкової перегородки. Власне передня міжшлуночкова гілка ЛВА досягає верхівки серця, постачаючи його кров'ю. Іноді передня міжшлуночкова гілка переходить на діафрагмальну поверхню серця, анастомозуючи із задньою міжшлуночковою артерією серця, здійснюючи колатеральний кровотік між лівою та правою коронарною артеріями (при правому чи збалансованому типах кровопостачання серця).
Таким чином, передня міжшлуночкова гілка ЛВА кровопостачає передньобокову стінку ЛШ, його верхівку, більшу частину міжшлуночкової перегородки, а також передній сосочковий м'яз (за рахунок діагональної артерії).
Огинаюча гілка відходить від ЛВА, розташовуючись в AV(коронарній)-борозні, огинає серце ліворуч, досягає перехрестя і задньої міжшлуночкової борозни. Вона може як закінчитися з тупого краю серця, так і продовжитися до задньої міжшлуночкової борозни. Проходячи у коронарній борозні, огинаюча гілка посилає великі гілки до бічної та задньої стінок ЛШ. Крім того, від огинаючої гілки відходять важливі передсердні артерії (серед них — r. nodi sinoatrialis). Ці артерії, особливо артерія синусного вузла, рясно анастомозують з гілками правої вінцевої артерії. Тому гілка синусного вузла має «стратегічне» значення при розвитку атеросклерозу в одній із магістральних артерій.
Неправильне відгалуження лівої вінцевої артерії від легеневої призводить до розвитку клінічного синдрому Бланда — Уайта — Гарланда.